# Two Yanks in England
Two Yanks in England è un album in studio del duo musicale statunitense The Everly Brothers, pubblicato nel 1966.

## Tracce
Musiche di L. Ransford a.k.a. Allan Clarke, Tony Hicks & Graham Nash; eccetto dove indicato.
Side 1
1. Somebody Help Me (Jackie Edwards) – 2:02
2. So Lonely – 2:40
3. Kiss Your Man Goodbye (Don Everly, Phil Everly) – 2:35
4. Signs That Will Never Change – 3:05
5. Like Every Time Before – 1:56
6. Pretty Flamingo (Mark Barkan) – 2:36

Side 2
1. I've Been Wrong Before – 2:13
2. Have You Ever Loved Somebody? – 2:55
3. The Collector (Sonny Curtis, Don Everly, Phil Everly) – 2:37
4. Don't Run and Hide – 2:36
5. Fifi the Flea – 2:42
6. Hard Hard Year – 2:56